# Ducat d'Urbino
El Ducat d'Urbino (1443 - 1631) va ser un antic estat italià situat a la part septentrional de la regió de les Marques.

## Creació
El naixement del Ducat d'Urbino va tenir lloc el 1443, quan el papa Eugeni IV va nomenar Oddantonio II de Montefeltro. El nomenament papal va convertir al Ducat d'Urbino, constituït el 1213, en ducat. Urbino, ciutat que va esdevenir capital del nou estat i que va arribar a ser un dels centres focals del Renaixement italià. El seu declivi es va iniciar amb el trasllat de la capital a Pesaro el 1523.
L'estat va passar posteriorment als Della Rovere i finalment l'any 1631 annexionat als Estats Pontificis pel papa Urbà VIII (1623 - 1644), que va instaurar la Legació d'Urbino.
El ducat fou retornat als Estats Pontificis el 1631, després de la mort de l'últim Della Rovere, i les col·leccions artístiques dels Della Rovere van passar a l'última descendent, Victòria della Rovere, esposa de Ferran II de Médici, traspassats per aquesta a Florència.

## Fronteres
En l'època de la seva constitució, el Ducat d'Urbino feia frontera a l'est amb el mar Adriàtic, a l'oest amb la República de Florència i en la resta amb províncies dels Estats Pontificis.

## Línia dinàstica dels comtes i ducs d'Urbino

### Montefeltro, Comtes d'Urbino
- 1234 - 1242: Bonconte I de Montefeltro
- 1242 - 1255: Montefeltrano II de Montefeltro
- 1255 - 1285: Guido de Montefeltro (! 1298) protagonista en el cant XXII de la Divina Comèdia;
  - 1285 - 1304: control papal
- 1296 - 1322: Federico I da Montefeltro
- 1322 - 1360: Guido II, Galasso i Nolfo de Montefeltro
  - 1322 - 1324: control papal
- 1360 - 1363: Frederic II de Montefeltro (! 1370 ca.)
- 1363 - 1404: Antonio II de Montefeltro
  - 1369 - 1375: control papal
- 1404 - 1443: Guidantonio de Montefeltro

### Montefeltro, Ducs d'Urbino
- 1443 - 1444: Oddantonio II de Montefeltro, primer duc d'Urbino
- 1444 - 1482: Frederic III de Montefeltro conegut com a Federico da Montefeltro;
- 1482 - 1508: Guidobaldo de Montefeltro
  - 1502 - 1504: Domini de Cèsar Borja

### Della Rovere, ducs d'Urbino
- 1508 - 1516: Francesco Maria I della Rovere
- 1516 - 1519: Lorenzo II de Médici (durant part de 1517 amb Francesco Maria I della Rovere)
- 1508 - 1538: Francesco Maria I della Rovere
- 1539 - 1574: Guidobaldo II della Rovere
- 1574 - 1621: Francesc Maria II della Rovere (! 1631)
- 1621 - 1623: Frederic Ubald della Rovere
- 1623 - 1631: Francesc Maria II della Rovere (després de la mort del seu fill va tornar al poder)
  - Des de 1625: devolució als Estats Pontificis, oficialment el 1631, després de la mort de l'últim Della Rovere